# Andrzej Grzmociński
Andrzej Grzmociński (ur. 7 stycznia 1932 w Toruniu, zm. 11 maja 2017 w Olsztynie) – polski aktor-lalkarz.

## Życiorys
W 1955 roku rozpoczął pracę w Teatrze Baj Pomorski w Toruniu. W 1958 roku przeniósł się do Olsztyńskiego Teatru Lalek (wówczas: Teatr Lalek „Czerwony Kapturek”), gdzie pracował do 1987 roku. W 1964 roku zdał eksternistyczny egzamin aktorski w Warszawie. W 1994 roku wystąpił przedstawieniu Teatru Telewizji pt. Msza za miasto Arras wg powieści Andrzeja Szczypiorskiego. Po śmierci został pochowany na cmentarzu parafialnym w Bartągu.

## Nagrody i odznaczenia
- 1978 – odznaka honorowa "Zasłużony dla Warmii i Mazur"
- 1983 – nagroda Prezesa Rady Ministrów za twórczość dla dzieci i młodzieży